# Benoît Drolet
Benoît Drolet est un chercheur, professeur et pharmacien québécois à l'Université Laval à Québec.

## Biographie
Benoît Drolet a fait des études poussées en pharmacologie à l'université Laval (1991-2001) et à l'université Vanderbilt (2001-2003).
Il enseigne d'ailleurs comme professeur adjoint en pharmacologie, tout en effectuant des recherches au Centre de recherche de l'Hôpital Laval à Québec.

## Diabète et maladies cardiaques
Il a découvert que les médications pour le diabète et le cœur ne faisaient pas bon ménage. En effet, ceux qui souffrent du diabète de type 2 sont encore plus exposés à l'aggravation de leur problème cardiaque. La toxicité du diabète est comparable à celle du médicament contre les maladies cardiaques. Il recommande donc de mieux doser les médicaments pour ceux qui souffrent de ces deux maladies.
Ses résultats ont été présentés à la Conférence mondiale de pharmacologie clinique et thérapeutique qui se déroulait à Québec en 2008. La publication complète sera ultérieure.

## Affaire Prepulsid
Au début 2000, c'est là que le Dr. Drolet s'est fait connaître. Ses études sur le médicament Prepulsid avait démontré les effets nocifs sur la santé. Il avait réussi, à ce moment, à faire en sorte que Santé Canada et la Food and Drug Administration interdisent ce médicament d'être vendu.

## Honneurs
- 2006 : Prix de la Fondation de la famille Birks (5000 $); attribué au jeune chercheur ayant obtenu la plus haute cote d'évaluation au concours de subventions de la Fondation des maladies du cœur du Québec
- 2004-2009 : Bourse de nouveau chercheur de la Fondation des maladies du cœur du Canada
- 2004-2008 : Bourse de chercheur boursier junior 1 du Fonds de recherche en santé du Québec